# 岩田恒
岩田 恒（いわた ひさし、1870年7月6日（明治3年6月8日） - 1957年（昭和32年）12月13日）は、大日本帝国陸軍軍人。最終階級は陸軍少将。位階勲等功級は従四位勲三等功五級。旭川市長。

## 経歴・人物
石川県士族・岩田易安の次男。1892年（明治25年）陸軍士官学校第3期卒業。
日露戦争に従軍後、1915年（大正4年）8月に甲府連隊区司令官、1916年（大正5年）11月に陸軍歩兵大佐、1919年（大正8年）8月に歩兵第27連隊長、1921年（大正10年）6月に陸軍少将に昇進と同時に待命、同年10月に予備役に編入した。退官後は旭川市長となった。
1947年（昭和22年）11月28日、公職追放仮指定を受けた。

## 著作
- 『大正七年度ヲ主トスル徴兵検査成績及同附録』甲府聯隊区司令部、1919年。
- 『空襲と都市防空』大阪市教育部、1937年。

## 栄典
- 1940年（昭和15年）8月15日 - 紀元二千六百年祝典記念章[6]